# La Grita Vella
La Grita Vella, també escrit la Garita Vella és una masia al terme de Banyeres del Penedès (Baix Penedès) catalogada a l'Inventari del Patrimoni Arquitectònic de Catalunya. És situada a uns 10 minuts a peu des del Mas Roig i és emplaçada a l'altra banda del torrent de Sant Miquel, davant l'ermita del mateix nom.
L'edifici presenta una sèrie de dependències dedicades a magatzems que són col·locats a banda i banda de l'habitatge. L'habitatge, engrandit posteriorment tal com ho revelen les teules de la teulada, consta de dues plantes. Els baixos presenten un arc de mig punt com portalada, el qual és amagat per la construcció posterior d'una porta amb llinda. Al pis noble hi ha una sèrie de finestres rectangulars. Les cobertes són de dues vessants. La façana és totalment arrebossada i emblanquinada.

## Història
Abans la Garita Vella formava part de les propietats de Can Canyís, però al partir-se la hisenda passà a uns altres propietaris. Els amos actuals (1983) viuen a Calafell (Baix Penedès) i en té cura un masover.
Prop de la Garita Vella, concretament a l'altra banda del torrent de Sant Miquel s'han trobat restes de cultura ibèrica (els terrenys són de la casa senyorial de Sabartès).